# Thagria paradigitata
Thagria paradigitata är en insektsart som beskrevs av Nielson 1980. Thagria paradigitata ingår i släktet Thagria och familjen dvärgstritar. Inga underarter finns listade i Catalogue of Life.